# Амарилісові
Амари́лісові (Amaryllidaceae) — родина цибулинних рослин, більшість з яких набули поширення як кімнатні культури. Родина налічує приблизно 73 роди й 1605 видів.

## Поширення
У природі поширені в тропіках та субтропіках Старого і Нового світу.

## Опис
Більшість амарилісових мають довгі плоскі листя, які ростуть так, що всі парні листки розташовуються тільки під парними, так само як і непарні, утворюючи два ряди.
Формула квітки: {\displaystyle \ast P_{3+3}\;A_{3+3}\;G_{({\overline {3}})}}